# Rossana (caramella)
La Rossana è una caramella, in passato conosciuta anche come Rossana Perugina. È considerata una delle caramelle più conosciute fra quelle prodotte in Italia.

## Prodotto
La caramella si presenta di forma simil-parallelepipeda, avvolta in un incarto di colore rosso rubino che riporta, in colore dorato, la scritta del nome. 
Dura esternamente, a causa dell'involucro caramellato, la Rossana possiede un nucleo morbido con un ripieno cremoso al latte. Tra i suoi ingredienti entrano a far parte soprattutto nocciole e mandorle.

## Storia
La Rossana nasce nel 1926 come prodotto della Perugina, in onore a Roxanne, la dama amata da Cyrano de Bergerac.
Nel 2016 la Nestlé, proprietaria della Perugina dal 1987, decide la vendita del marchio ad altro produttore, la piemontese Fida. Nel 2019 la nuova azienda proprietaria lancia sul mercato una versione di crema in barattolo da 200 g, costituita dal ripieno delle caramelle stesse.
Nel 2018 viene prodotta la Rossana Cioccolato.
Nel maggio 2022 viene prodotta la Rossana Pistacchio che si presenta di colore verde e contiene pistacchi provenienti dalla Sicilia. Secondo l'azienda produttrice è la prima caramella prodotta al gusto pistacchio.
Nel marzo 2023 viene prodotta la Rossana Cocco che si presenta di colore bianco e contiene cocco. Questa variante della caramella non contiene glutine.